# 費薩爾·本·圖爾基·沙烏地
费萨尔·本·图尔基·本·阿卜杜拉·沙特（阿拉伯语：فيصل بن تركي بن عبد الله آل سعود，1785年—1865年12月2日），内志酋长国埃米爾，内志酋长国建立者的长子（沙特王朝以其五世祖的名字命名）。费萨尔·本·图尔基于1834年至1838年及1841年至1865年在位。